# Dungannon, Virginia
Dungannon är en ort i Scott County i delstaten Virginia, USA.